# بوبي روث
بوبي روث (بالإنجليزية: Bobby Roth)‏ هو منتج أفلام وكاتب سيناريو ومخرج أمريكي، ولد في 1950 في لوس أنجلوس في الولايات المتحدة.

## وصلات خارجية
- بوبي روث على موقع IMDb (الإنجليزية)
- بوبي روث على موقع ميتاكريتيك (الإنجليزية)
- بوبي روث على موقع روتن توميتوز (الإنجليزية)
- بوبي روث على موقع ألو سيني (الفرنسية)
- بوبي روث على موقع أول موفي (الإنجليزية)
- بوبي روث على موقع قاعدة بيانات الأفلام السويدية (السويدية)
- بوبي روث على موقع قاعدة بيانات الفيلم (الإنجليزية)
- بوبي روث على موقع كينوبويسك (الروسية)